# Wybory prezydenckie w Stanach Zjednoczonych w 1932 roku

Mapa wyborcza Stanów Zjednoczonych w 1932 roku. Liczba na mapie określa liczbę przedstawicieli stanu w Kolegium Elektorów

Wybory prezydenckie w Stanach Zjednoczonych w 1932 roku – trzydzieste siódme wybory prezydenckie w historii Stanów Zjednoczonych. Na urząd prezydenta wybrano Franklina Delano Roosevelta, a wiceprezydentem został John Nance Garner.

## Kampania wyborcza
Wybory prezydenckie w 1932 roku odbywały się w cieniu wielkiego kryzysu. Urzędujący prezydent Herbert Hoover, pomimo swojej niepopularności był w zasadzie jedynym możliwym kandydatem Partii Republikańskiej. Delegaci, zebrani na konwencji w Chicago w czerwcu 1932 roku, ponownie nominowali Hoovera z Charlesem Curtisem jako kandydatem na wiceprezydenta. W kampanii Hoover podtrzymywał hasła z 1928 roku, czyli utrzymanie prohibicji, ograniczenie imigracji, obniżenie taryf celnych i wyegzekwowanie spłaty długów wojennych. Konwencja Partii Demokratycznej odbyła się w Chicago w dniach 27 czerwca – 2 lipca 1928. Od początku było trzech liczących się kandydatów: F.D. Roosevelt, Al Smith oraz spiker Izby Reprezentantów John Garner. Przed czwartym głosowaniem, Roosevelt, idąc za radą Jamesa Harleya, skonsultował się z kongresmanem Samem Rayburnem i zaproponował Garnerowi nominację wiceprezydencką. Ten ostatni przystał na propozycję i przekazał głosy swoich delegatów Rooseveltowi, który dzięki temu uzyskał wymaganą większość. Nominację Partii Socjalistycznej uzyskał Norman M. Thomas, a Komunistycznej Partii USA – William Foster. Kandydat demokratów popierał interwencjonizm państwowy, a jego polityka gospodarcza została zawarta w planie Nowego Ładu. Republikanie starali się dyskredytować Roosevelta, atakując nie tylko jego rewolucyjne poglądy gospodarcze, ale także jego stan zdrowia. Zarzucali, cierpiącemu na chorobę Heinego-Medina demokracie, że jego ciało i umysł są sparaliżowane chorobą. Jednak lepsze odczytywanie nastrojów społecznych i program gospodarczy mający wyciągnąć kraj z recesji zapewniły zwycięstwo Rooseveltowi.

## Kandydaci

### Partia Demokratyczna

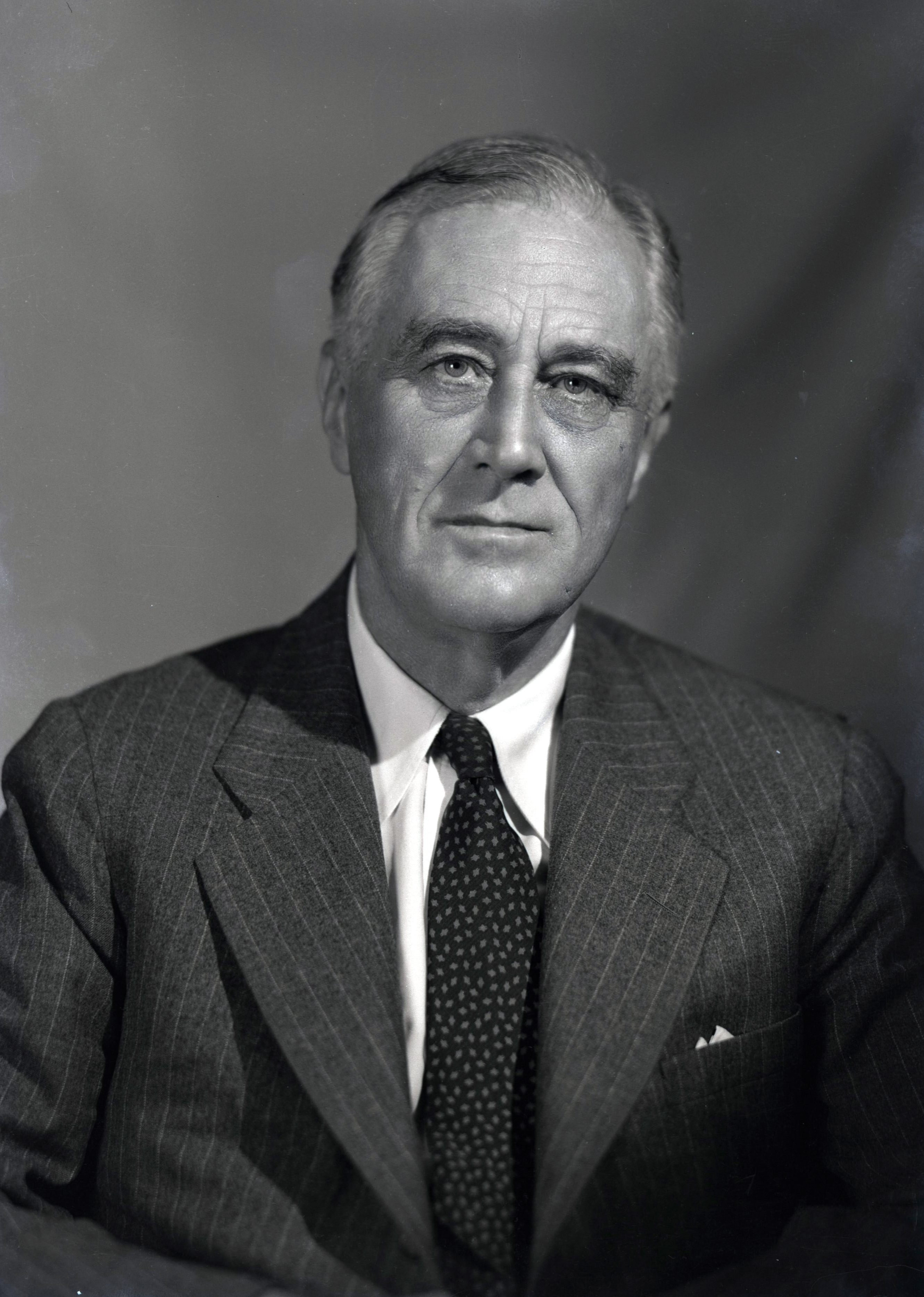
F.D. Roosevelt
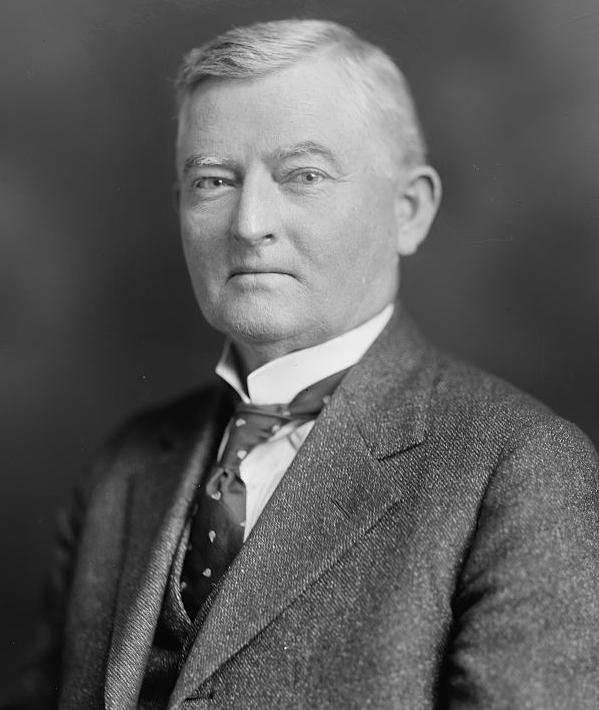
John Garner

### Komunistyczna Partia USA

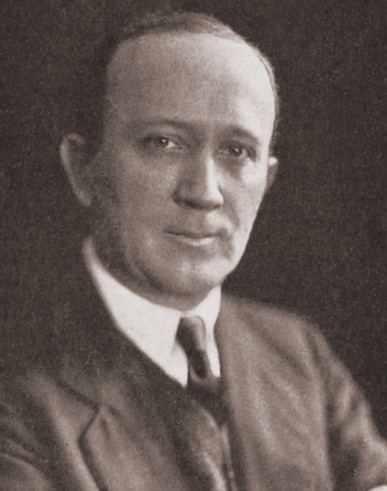
William Foster

### Partia Republikańska

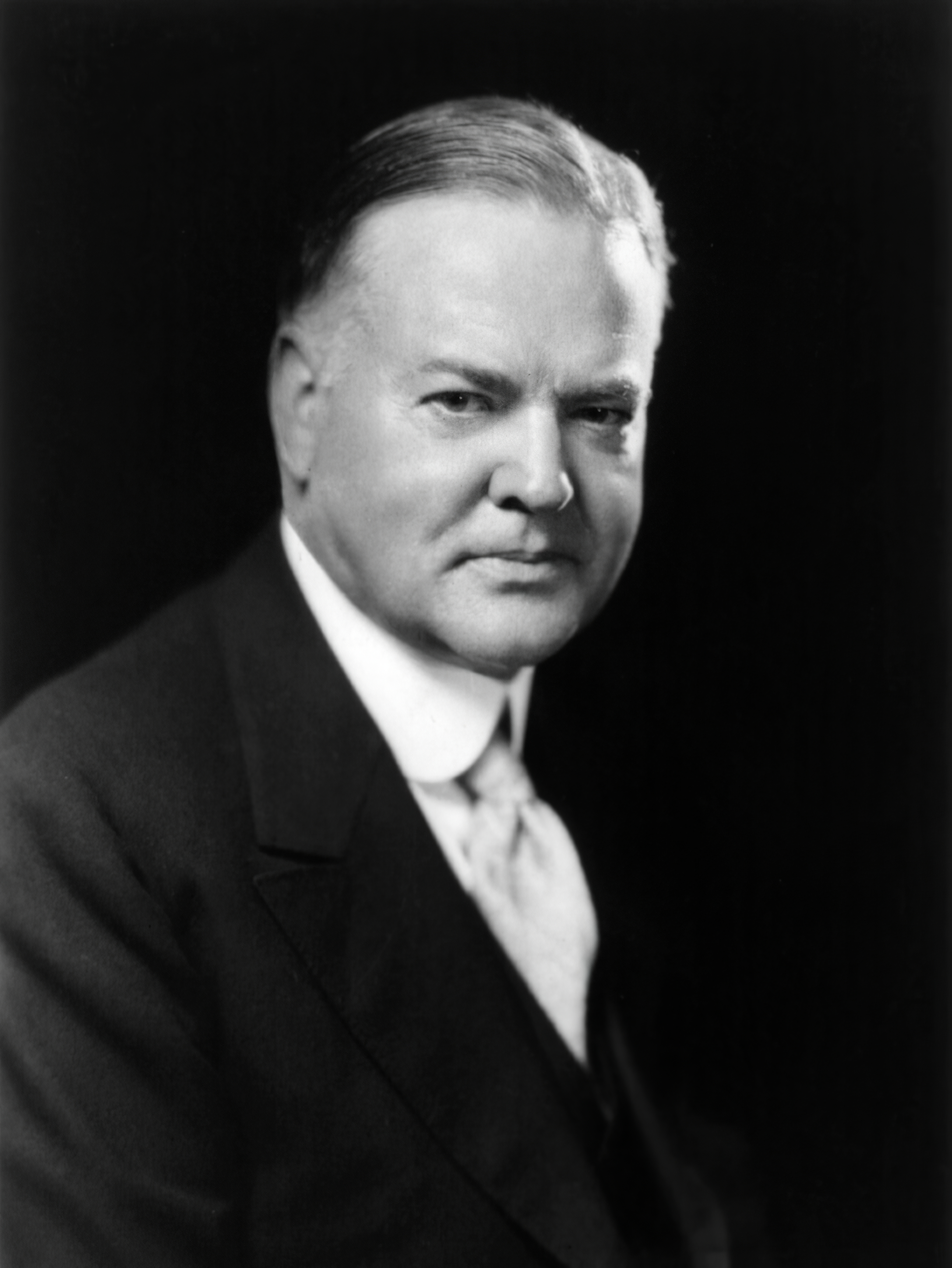
Herbert Hoover
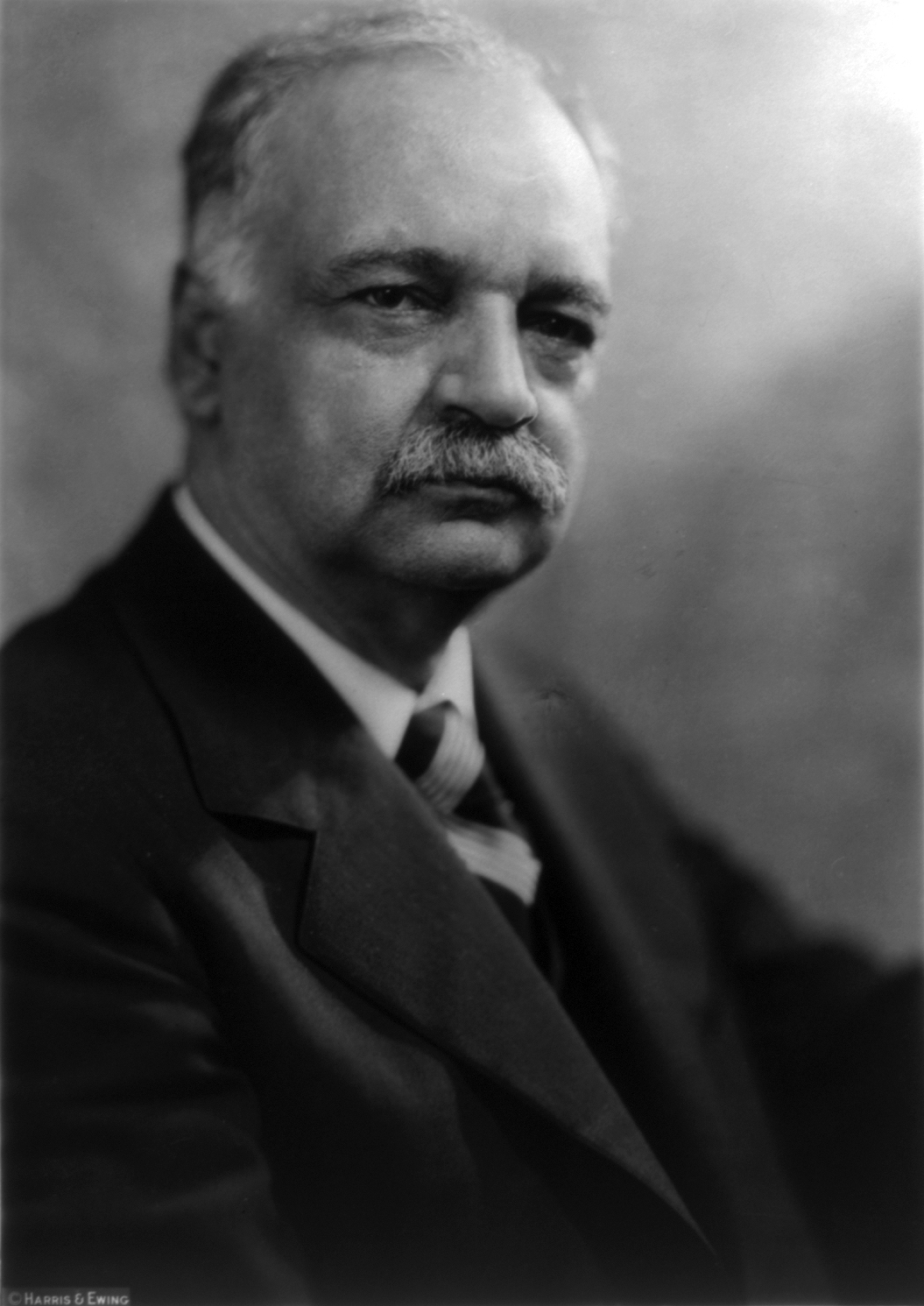
Charles Curtis

### Socjalistyczna Partia Ameryki

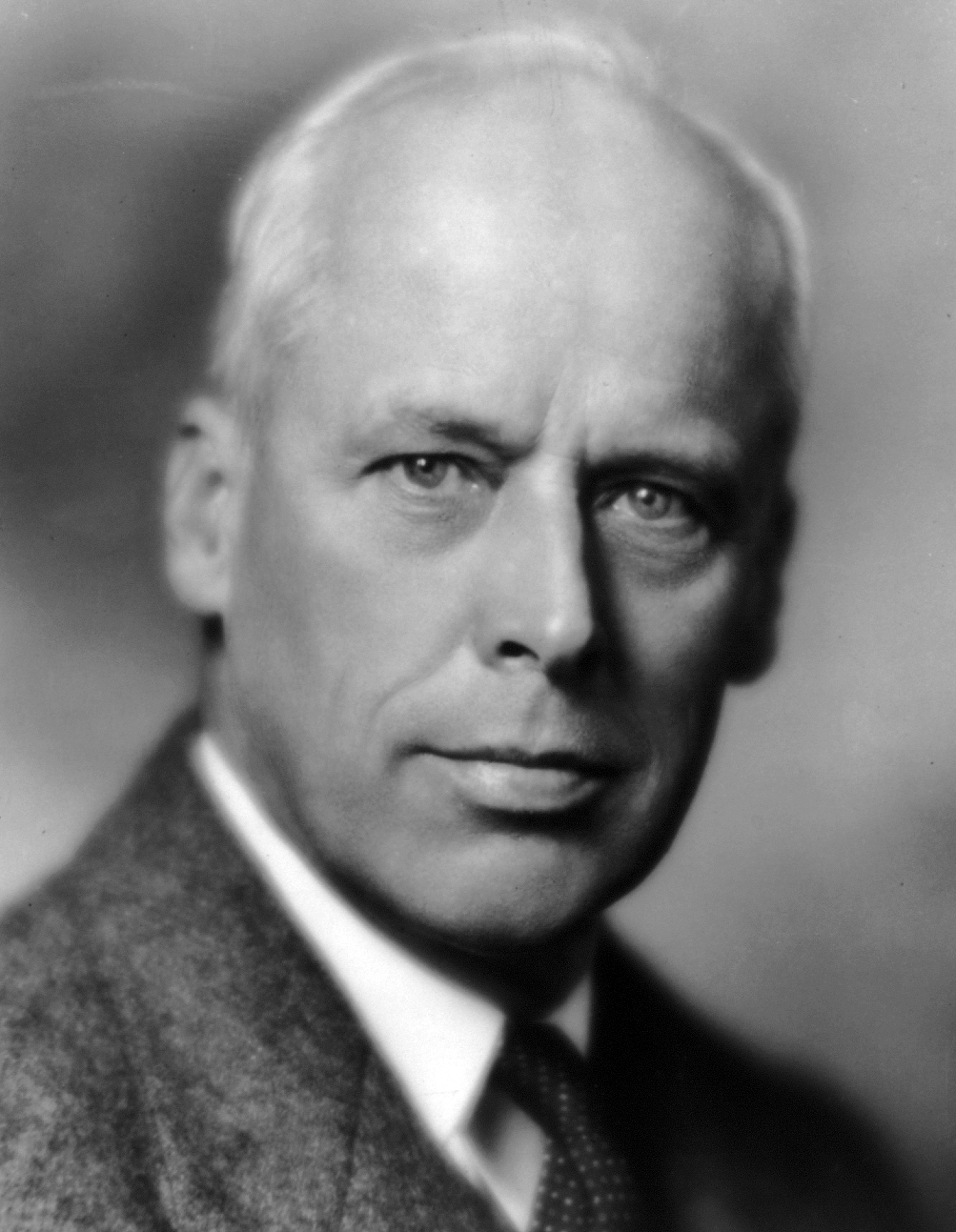
Norman Thomas

## Wyniki głosowania
Głosowanie powszechne odbyło się 8 listopada 1932. Roosevelt uzyskał 57,4% poparcia, wobec 39,6% dla Hoovera, 2,2% dla Thomasa i 0,4% dla Fostera. Ponadto, około 180 000 głosów oddano na niezależnych elektorów, głosujących na innych kandydatów. Frekwencja wyniosła 52,6%. W głosowaniu Kolegium Elektorów Roosevelt uzyskał 472 głosy, przy wymaganej większości 266 głosów. Na Hoovera zagłosowało 59 elektorów. W głosowaniu wiceprezydenckim zwyciężył Garner, uzyskując 472 głosy, wobec 59 dla Curtisa.
Franklin Delano Roosevelt został zaprzysiężony 4 marca 1933 roku.
| Kandydat na prezydenta    | Partia                                    | Głosowanie powszechne | Głosowanie powszechne | Kolegium Elektorów |
| Kandydat na prezydenta    | Partia                                    | Głosy                 | Procent               | Kolegium Elektorów |
| ------------------------- | ----------------------------------------- | --------------------- | --------------------- | ------------------ |
| Franklin Delano Roosevelt | Partia Demokratyczna                      | 22 829 501            | 57,4%                 | 472                |
| Herbert Hoover            | Partia Republikańska                      | 15 760 684            | 39,6%                 | 59                 |
| Norman Thomas             | Socjalistyczna Partia Ameryki             | 884 649               | 2,2%                  | 0                  |
| William Foster            | Komunistyczna Partia Stanów Zjednoczonych | 102 221               | 0,4%                  | 0                  |
| Łącznie                   | Łącznie                                   | Łącznie               | Łącznie               | 531                |

| Kandydat na wiceprezydenta | Partia               | Kolegium Elektorów |
| -------------------------- | -------------------- | ------------------ |
| John Garner                | Partia Demokratyczna | 472                |
| Charles Curtis             | Partia Republikańska | 59                 |
| Łącznie                    | Łącznie              | 531                |